# Danilo Türk
Danilo Türk (* 19. února 1952 Maribor) je slovinský právník, diplomat a profesor mezinárodního práva, v letech 2007–2012 prezident Slovinska.

## Životopis
Türk se narodil v roce 1952 v Mariboru, kde také prožil i svoje dětství. Na právnické fakultě Ljubljanské univerzity i Bělehradské univerzity zakončil studia úspěšně roku 1975, poté ještě pokračoval dalších sedm let v doktorském studiu. Od roku 1988 do roku 1992 působil v OSN, zabýval se zde problematikou lidských práv a diskriminace menšin. Byl prvním velvyslancem Slovinska v OSN mezi lety 1992 a 2002, následovně zastával funkci zástupce generálního tajemníka OSN pro politické záležitosti (2000–2005). Poté do roku 2007 působil jako profesor mezinárodního práva na univerzitě v Lublani.

### Funkce prezidenta
V červnu 2007 se stal jedním z kandidátů na prezidentskou volbu v říjnu 2007, podporu mu vyslovili slovinští sociální demokraté a politické strany Zares a DeSUS spolu s neparlamentními křesťanskými socialisty a demokraty. V prvním kole 21. října 2007 se umístil na druhém místě s 24,54 % hlasů, postoupil do kola druhého, které se konalo 11. listopadu 2007. V tomto byl považován dle předvolebních průzkumů za favorita; jeho soupeřem byl bývalý premiér Alojz Peterle. Türk nakonec zvítězil, získal 68,6 % hlasů voličů.